# 西莫内·阿莱西奥
西莫内·阿莱西奥（義大利語：Simone Alessio，2000年4月14日—），意大利男子跆拳道运动员，2019年世界跆拳道锦标赛男子74公斤级金牌得主、2023年世界跆拳道锦标赛男子80公斤级金牌得主。